# Dadi Denis
Dadi Denis (13 augustus 1976) is een Haïtiaanse voormalige atleet, die was gespecialiseerd in de sprint. Denis vertegenwoordigde zijn land eenmaal op de Olympische Spelen.

## Loopbaan
Op de Olympische Spelen van 2004 in Athene nam hij deel aan de 400 m. Hierbij sneuvelde hij in de kwalificatieronde met een tijd van 47,57 s. Hiermee verbeterde hij wel zijn persoonlijk record.
Denis is leraar in het vak wetenschappen (science) aan de Windsor Mill Middle School in Baltimore in de Verenigde Staten.

## Persoonlijke records
| Onderdeel | Prestatie | Datum            | Plaats |
| --------- | --------- | ---------------- | ------ |
| 400 m     | 47,57 s   | 20 augustus 2004 | Athene |